# Pseudinae
A Pseudinae a kétéltűek (Amphibia) osztályába, a békák (Anura) rendjébe és a levelibéka-félék (Hylidae) családjába tartozó alcsalád. 

## Elterjedésük
Az alcsaládba tartozó nemek és fajok az Andoktól keletre, Dél-Amerika trópusi területein, egészen Uruguayig, Paraguayig, Argentína északi részéig, továbbá Trinidadon honosak.

## Rendszerezésük
Az alcsaládba tartozó nemek:
- Lysapsus Cope, 1862
- Pseudis Wagler, 1830
- Scarthyla Duellman & de Sá, 1988